# Alf-Inge Håland
Alf-Inge Håland (* 23. listopadu 1972, Stavanger, Norsko) je bývalý norský fotbalista, který hrál na pozici záložníka, nebo krajního obránce. Je otcem fotbalisty Erlinga Haalanda.

## Klubová kariéra
V roce 1989 debutoval v týmu Bryne FK ve věku 17 let.
O 3 roky později přestoupil do klubu Nottingham Forest. V klubu vydržel do sezóny 1996/1997, kdy Nottingham sestoupil z Premier League.
V roce 1997 přestoupil do mužstva Leeds United. V sezóně 1997/1998, v zápase proti Manchesteru United byl v souboji o míč s Royem Keanem v pokutovém území, který náhle spadnul. Håland následně přišel k ležícímu Keaneovi, který se svíjel v bolestech a zakřičel na něj, aby vstal a nesimuloval, čimž naznačil, aby Keane nevyužil situace v pokutovém území a aby jeho tým nekopal penaltu. Následně poté Håland obdržel od rozhodčího žlutou kartu. Zápas dopadl vítězstvím Leeds nad United 1:0 a Keane byl kvůli zranění kolene téměř rok mimo hru. V sezóně Premier League 1999/2000 Leeds obsadil 3. místo, čímž si zajistil účast v 3. předkole Ligy Mistrů pro příští sezónu. V Lize Mistrů nakonec skončili až v semifinále, kde podlehli španělskému klubu Valencia. V sezóně 1999/2000 hrál Leeds také v Poháru UEFA, kde prohrál až v semifinále proti pozdějšímu držiteli titulu Galatasarayi.
V roce 2000 přestoupil z Leedsu do Manchesteru City za 2,5 miliónů liber. V sezóně 2000/2001 v zápase proti Manchesteru United ho Roy Keane fauloval tím, že ho tvrdě a silně kopl nohou do kolene. Håland se následně svalil na zem a svíjel se v bolestech. Za tento faul obdržel Keane červenou kartu. Během toho, co Keane odcházel ze hřiště, přišel k Hålandovi a křičel na něj, aby nesimuloval a vstal. Zápas nakonec skončil remízou 1:1. Keanovi byla následně vystavena pokuta 5000 liber a trest na 3 zápasy. Ve své autobiografiickém díle, které vydal o rok později uvedl, že tento faul měla být předem promyšlená pomsta za Hålandovu kritiku, která se na něho snesla v zápase před třemi a půl lety. Následně mu byl udělen trest na 5 zápasů a pokuta 150 000 liber za znevážení tohoto sportu. Po tomto zápase odehrál Håland ještě 2 zápasy (jeden za Manchester City a jeden za Norsko). Na konci sezóny podstoupil operaci kolene, ale jeho zdravotní stav se nelepšil, proto v následující sezóně, kdy hrál Manchester City ve 2. nejvyšší lize, odehrál jen 4 zápasy, kdy chodil na hřiště coby náhradník. Nakonec na konci sezóny 2002/2003 odešel z Manchesteru City.
V roce 2011 se vrátil na hřiště a odehrál 1 zápas za Bryne FK, kde začal svoji kariéru a následně strávil 2 roky v týmu Rosseland BK.
V roce 2013 ukončil hráčskou kariéru.

## Reprezentační kariéra
V roce 1994 debutoval Håland za Norsko v přátelském utkání proti Kostarice. V ten samý rok byl nominován do sestavy Norska na Mistrovství světa. Zde odehrál utkání proti Mexiku a Itálii. Norsko zde nakonec skončilo v základní skupině na posledním místě. Naposledy odehrál zápas proti Bulharsku v roce 2001.
Společně s Hallvarem Thoresenem, Danem Eggenem, Espenem Baardsenem, Hansem Hermanem Henriksenem a Joshuo Kingem je jeden z mála hráčů, který hrál za Norský národní tým a přitom neodehrál ani jedno utkání v Eliteserien.

## Osobní život
Byl ženatý s norskou sedmibojařkou s Gryou Maritou Brautovou. S ní má 3 děti, Astora, Gabrielle a Erlinga. Po rozvodu s Brautovou se oženil s Anitou Strømsvolovou a s ní má 2 dcery.

## Statistiky

### Klubové
| Klub              | Sezóna           | Liga                           | Liga   | Liga | Národní pohár | Národní pohár | Ligový pohár | Ligový pohár | Ostatní | Ostatní | Celkem | Celkem |
| Klub              | Sezóna           | Liga                           | Zápasy | Góly | Zápasy        | Góly          | Zápasy       | Góly         | Zápasy  | Góly    | Zápasy | Góly   |
| ----------------- | ---------------- | ------------------------------ | ------ | ---- | ------------- | ------------- | ------------ | ------------ | ------- | ------- | ------ | ------ |
| Nottingham Forest | 1993/1994        | Football League First Division | 3      | 0    | 0             | 0             | 0            | 0            | —       | —       | 3      | 0      |
| Nottingham Forest | 1994/1995        | Premier League                 | 20     | 1    | 1             | 0             | 1            | 0            | —       | —       | 22     | 1      |
| Nottingham Forest | 1995/1996        | Premier League                 | 17     | 0    | 2             | 0             | 0            | 0            | 5       | 0       | 24     | 0      |
| Nottingham Forest | 1996/1997        | Premier League                 | 35     | 6    | 3             | 0             | 3            | 0            | —       | —       | 41     | 6      |
| Nottingham Forest | Celkem           | Celkem                         | 75     | 7    | 6             | 0             | 4            | 0            | 5       | 0       | 90     | 7      |
| Leeds United      | 1997/1998        | Premier League                 | 32     | 7    | 2             | 0             | 3            | 0            | —       | —       | 37     | 7      |
| Leeds United      | 1998/1999        | Premier League                 | 29     | 1    | 4             | 0             | 0            | 0            | 3       | 0       | 36     | 1      |
| Leeds United      | 1999/2000        | Premier League                 | 13     | 0    | 0             | 0             | 0            | 0            | 6       | 0       | 19     | 0      |
| Leeds United      | Celkem           | Celkem                         | 74     | 8    | 6             | 0             | 3            | 0            | 9       | 0       | 92     | 8      |
| Manchester City   | 2000/2001        | Premier League                 | 35     | 3    | 3             | 0             | 5            | 0            | —       | —       | 43     | 3      |
| Manchester City   | 2001/2002        | Football League First Division | 3      | 0    | 1             | 0             | 0            | 0            | —       | —       | 4      | 0      |
| Manchester City   | 2002/2003        | Premier League                 | 0      | 0    | 0             | 0             | 0            | 0            | —       | —       | 0      | 0      |
| Manchester City   | Celkem           | Celkem                         | 38     | 3    | 4             | 0             | 5            | 0            | —       | —       | 47     | 3      |
| Bryne FK          | 2011             | Norská pátá divize             | 1      | 0    | —             | —             | —            | —            | —       | —       | 1      | 0      |
| Bryne FK          | Celkem           | Celkem                         | 1      | 0    | —             | —             | —            | —            | —       | —       | 1      | 0      |
| Rosseland BK      | 2012             | Norská čtvrtá divize           | 4      | 1    | 3             | 0             | —            | —            | —       | —       | 7      | 1      |
| Rosseland BK      | 2013             | Norská čtvrtá divize           | 2      | 0    | 0             | 0             | —            | —            | —       | —       | 2      | 0      |
| Rosseland BK      | Celkem           | Celkem                         | 6      | 1    | 3             | 0             | —            | —            | —       | —       | 9      | 1      |
| Celkem v kariéře  | Celkem v kariéře | Celkem v kariéře               | 194    | 19   | 19            | 0             | 12           | 0            | 14      | 0       | 239    | 19     |

### Reprezentační
| Národní tým | Rok    | Zápasy | Góly |
| ----------- | ------ | ------ | ---- |
| Norsko      | 1994   | 5      | 0    |
| Norsko      | 1995   | 8      | 0    |
| Norsko      | 1996   | 7      | 0    |
| Norsko      | 1997   | 5      | 0    |
| Norsko      | 1998   | 6      | 0    |
| Norsko      | 1999   | 2      | 0    |
| Norsko      | 2000   | 0      | 0    |
| Norsko      | 2001   | 1      | 0    |
| Celkem      | Celkem | 34     | 0    |